# 아메리카 퍼니스트 홈 비디오
《아메리카 퍼니스트 홈 비디오》(영어: America's Funniest Home Videos 혹은 영어: America's Funniest Videos, 짧게 AFV)는 ABC의 클립 영상 텔레비전 시리즈이다. 1989년 11월 26일 스페셜 프로그램으로 방송되었고, 1990년 1월 14일부터 정규 편성되어 현재까지 방영되고 있다. TBS의 《가토찬 겐찬 고키겐 텔레비전》(1986-1992) 포맷을 구매하여 각색하였다. 시청자가 직접 찍은 웃긴 홈비디오를 연달아 보여주는 형식이며, 애완동물, 아이들, 장난, 의도하지 않은 슬랩스틱 코미디가 주된 소재이다.
대한민국에서는 KBS2 프로그램 <쇼 파워 비디오>의 한 코너인 '요절복통 해외비디오'에서 나레이션 더빙으로 소개되었고, QTV에서 자막이 붙은 프로그램으로 방영되었다가 티캐스트 계열의 FOX 채널, 폭스 라이프, FX에서 자막 버전으로 방영되었다.
또한 LG 유플러스가 LTE 비디오 포털에서 영어 자막으로 콘텐츠를 제공하였다. 그리고 skyPetpark에서는 퍼니스트 애니멀 비디오라는 표제어를 달고 편성된다.
또한 내셔널 지오그래픽에서 아메리카 퍼니스트 홈 비디오: 동물 에디션라는 표제어를 달아 편성하였고, 디즈니+가 OTT서비스에서 콘텐츠를 제공하였다.

## 역대 진행자
- 1대 밥 새것: 시즌 1-8(1989-1997)
- 2대 존 퓨걸생, 데이지 푸엔테스: 시즌 9-10(1997-1999)
- 3대 톰 버저런: 시즌 11-25(2001-2015)
- 4대 앨폰소 리베이로: 시즌 26-현재(2015-현재)